# Wólka (Lublin)
Pour les articles homonymes, voir Wólka.
Wólka (prononciation : [ˈvulka]) est un village polonais de la gmina de Wólka dans le powiat de Lublin de la voïvodie de Lublin dans l'est de la Pologne.
Il se situe à environ 3 kilomètres au sud-est de Jakubowice Murowane (siège de la gmina) et 6 kilomètres à l'est de Lublin (siège du powiat et capitale de la voïvodie).
Le village comptait approximativement une population de 512 habitants en 2014.

## Histoire
De 1975 à 1998, le village est attaché administrativement à l'ancienne Voïvodie de Lublin.

Depuis 1999, il fait partie de la nouvelle voïvodie de Lublin.
Jusqu'au 30 décembre 1999, Wólka était le siège administratif (chef-lieu) de la gmina de Wólka. Après cette date, le siège administratif de la gmina a été déplacé à Jakubowic Murowanych).